# Elecciones presidenciales de Estados Unidos de 1864
Las elecciones presidenciales de Estados Unidos de 1864, se llevaron a cabo el 8 de noviembre de 1864. Abraham Lincoln fue reelegido como presidente. Lincoln compitió bajo la bandera de la Unión Nacional contra su antiguo superior general en Guerra Civil, el candidato demócrata, George B. McClellan. McClellan fue el "candidato de la paz", pero no compartía personalmente las ideologías de su partido.
Las elecciones de 1864 se produjeron durante la Guerra Civil, pero ninguno de los estados leales a los Estados Confederados de América participaron. Los republicanos leales a Lincoln, en oposición a un grupo de disidentes republicanos que nominaron a John C. Frémont, se unieron a un número de demócratas en la guerra para formar el Partido de Unión Nacional. El nuevo partido político se formó para dar cabida a los demócratas en la guerra.
El 8 de noviembre, Lincoln ganó por más de 400.000 votos populares y fácilmente aseguró una mayoría electoral. Varios estados permitieron a sus ciudadanos que servían como soldados en el campo votar, por primera vez en la historia de los Estados Unidos. Los soldados en el ejército dieron a Lincoln más del 70% de sus votos. Esta fue la primera reelección desde la del presidente Andrew Jackson en 1832. El segundo mandato de Lincoln terminó 6 semanas después de su investidura presidencial debido a su asesinato.
- Datos: Q698908
- Multimedia: United States presidential election, 1864 / Q698908